# エコーアニメーション
エコーアニメーションは、大韓民国にあるアニメ制作会社である。

## 概要・沿革
- 商号：에코애니메이션（株式会社エコーアニメーション、英語表記：Echo animation）
- 代表取締役：김효은（キム・ヒョウン、英語表記：Kim hyo en）
- 本社所在地：ソウル特別市冠岳区新林8洞537-10
- 社団法人韓国アニメーション制作者協会会員[1]

1980年代よりスタジオディーンと提携しており、主に同社が制作や制作協力しているアニメの作画や仕上げ、背景を手掛ているける。
かつては「ECHO-II」「ECHO Film」「ECHO FILM」「ECHO-FILM」「ECHO PRO」「ECHO動画」「ECHOプロ」「エコープロダクション」「エコーアニメーション」「エコーアニメーションスタジオ」と多数の名義でクレジットされていたが、現在は主に「E-cho Animation」「Echo animation」「E-cho」「E-CHO」「ECHO」「e-cho」の約6パターンで表記されている。

## 主な参加作品

### テレビシリーズ
- 愛天使伝説ウェディングピーチ （1995年-1996年、制作協力）
- 魔探偵ロキRAGNAROK （2003年、制作協力）
- Fate/stay night （2006年、制作協力）

### 劇場映画
- らんま1/2 中国寝崑崙大決戦!掟やぶりの決闘篇!! （1991年、制作協力）
- うしろの正面だあれ（1991年、制作協力）
- 走れメロス （1992年、制作協力）
- スレイヤーズシリーズ
  - スレイヤーズ RETURN （1996年、動画・制作協力）
  - スレイヤーズぐれいと （1997年、協力）
- がんばれ!ジャイアン!! （2000年、協力）
- デジモンアドベンチャー02 前編・デジモンハリケーン上陸!!／後編・超絶進化!! 黄金のデジメンタル （2000年、協力プロダクション）